# Mirke (Słowenia)
Mirke – wieś w Słowenii, w gminie Vrhnika. W 2018 roku liczyła 109 mieszkańców.